# Période de latence (psychanalyse)
Pour les articles homonymes, voir Période de latence (homonymie).
Pour un article plus général, voir Sexualité infantile (psychanalyse).

La période de latence, ou latence, désigne un moment du développement psycho-sexuel de l'enfant qui, dans la théorie psychanalytique de Freud, fait suite à la période du complexe d'Œdipe, et qui s'étend jusqu'au début de la puberté et l'adolescence. Depuis les éléments développés par Berta Bornstein et plus récemment les travaux de Christine Arbisio, la période de latence est mieux définie en deux sections présentant des caractéristiques différentes, de 5 ans et demi à huit ans et de huit ans à dix ans
| Stade oral      | → | Stade anal (+ oral) | → | Stade phallique (+oral, +anal)       | → | Période de latence (+oral, +anal, +phallique) | → | Stade génital |
|                 |   |                     |   |                                      |   |                                               |   |               |
| Jusqu'à 18 mois |   | De 18 mois à 3 ans  |   | De 3 ans à 7 ans Situation œdipienne |   | Dès 7-8 ans                                   |   | Adolescence   |

## Le modèle de fonctionnement de la latence d'hier à aujourd'hui

### Le modèle princeps
Dans les Trois essais sur la théorie sexuelle (1905), Freud expose les enjeux des divers stades de la sexualité infantile qui illustrent les poussées de la libido de l’enfant (dans son sens psychanalytique).
Selon lui, l’enfant se développe en explorant différentes zones érogènes et successives (physiologiques et symboliques, voir schéma). La période œdipienne qui précède la latence symbolise son besoin de satisfaire les besoins de sa mère et son rapport au Phallus dont le père est le détenteur. 
La latence intervient après ce que Freud identifie comme une castration symbolique, qu’il interprète comme la déception et l’impuissance de l’enfant à détenir le Phallus. Cet espoir, ou cette « promesse œdipienne, est « réactivée » à la phase de l’adolescence où l’enfant investit ses poussées sexuelles, son identité et ses relations à travers d’autres objets que sa mère.
La phase de latence est, pour Freud, une forme de période où toute pulsion sexuelle de l’enfant est comme inerte ou partiellement éteinte. Celui-ci ne nie pas l’existence d’une forme de permanence de la pulsion mais pense qui il ne s’agit pas d’une généralité. 
Selon Freud, cette phase est celle où l’enfant, face à la renonciation œdipienne provisoire, peut mieux investir les apprentissages et la création artistique, ce qu’il appelle le phénomène de sublimation, qu’il emprunte à la sociologie.

### Nouvelles approches de la société occidentale (débutXXIesiècle)

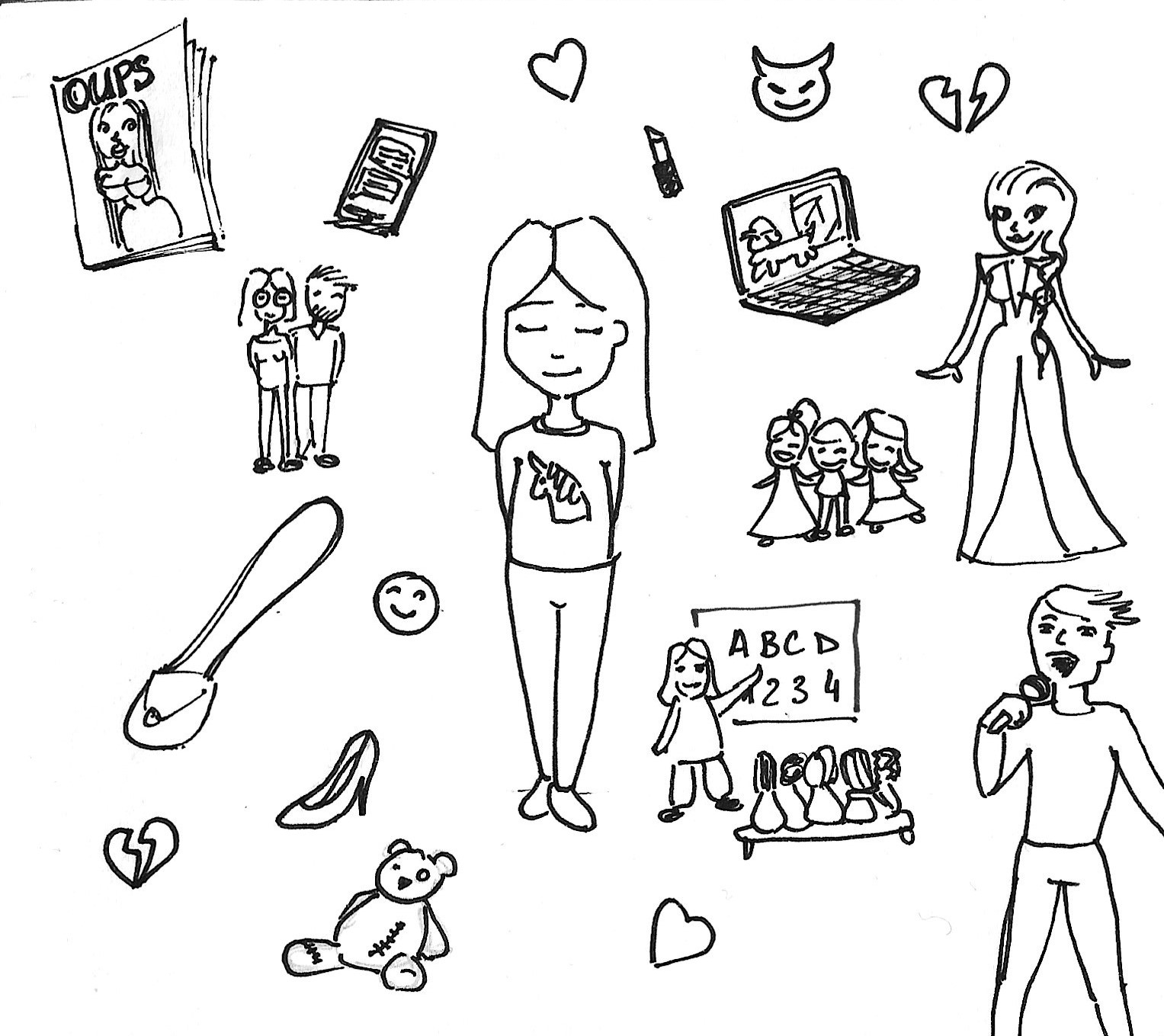
Illustration proposée pour imager quelques enjeux intérieurs/extérieurs pour un enfant en période de latence.

Depuis quelques années, des doutes concernant le concept de période de latence sont apparus. Il s’agit d’un débat présent dans les congrès de la société de psychiatrie de l’enfant et de l’adolescent depuis les années 2000. Guignard le résume bien ainsi : « Un consensus inattendu rassemble tous les praticiens de la psychanalyse et de la psychothérapie analytique pour reconnaître que la période de latence, telle que Freud l’a définie dans les Trois essais sur la théorie de la sexualité, est en voie de disparition dans le tissu social actuel. On n’observe plus de refroidissement de l’expression pulsionnelle chez les enfants entre 6 et 12 ans qui, plutôt qu’une déflection de la pulsion sexuelle vers des activités de sublimation, manifestent une excitabilité aussi importante que les enfants de trois à cinq ans, d’âge dit œdipien, tout en singeant à l’envi, les attitudes et les comportements de leurs aînés, les enfants pubères et les adolescents ».
Plutôt qu’une extinction de la sexualité infantile, il s’agirait de masquer leurs expressions aux adultes. En témoignent les manifestations visibles dans les jeux et activités. Le mécanisme global de la période de latence n’est cependant pas remis en question mais ses frontières ne seraient pas si clairement définies. Et sa mise en place prendrait des formes variables selon les enfants.
De plus, selon Frisch-Desmarez, les exigences de réussite sociale, l’intolérance aux frustrations, voire la toute puissance viennent aujourd’hui entraver le bon déroulement de la période de latence. La surexposition aux écrans viendrait également perturber le déploiement incontournable de l’imaginaire et ainsi en  stopper le mécanisme.

## Enjeux et difficultés psychiques de la période de latence
Les enjeux
Les enjeux de la période de latence sont multiples et peuvent être directement liés à sa nature intrinsèque.
Tout d'abord, c'est le moment où les injonctions sociales ont une place prégnante au travers, notamment, d’attentes importantes de la part des parents.
On constate également une certaine ambivalence rencontrée par les professionnels dans le cadre de l’accompagnement des enfants.
En effet, l’approche psychanalytique  et la période de latence constituent l'opposition de deux forces: d'une part, cette phase consiste en le refoulement des pulsions, d’autre part la psychanalyse vient au contraire tenter de mettre à jour certains conflits psychiques. Par ailleurs, elle est aussi un moment de possible restauration des limites nécessaires à l'adaptation sociale, tel que le décrit Arbisio (2000). 

Les problématiques particulières de la période de latence
Comme décrit par plusieurs auteurs et notamment par Frisch-Desmarez (2010), Cette période du développement devrait en théorie être plus calme, transition de l'exubérance du stade phallique vers la démonstrativité tumultueuse de l'adolescence. Et pourtant, c'est le moment où les consultations sont les plus fréquentes.
- La première problématique correspond à une thématique d'adaptation. La visée de consultation correspond à une logique "orthopédique", les parents étant mus par le désir et l’anxiété que leur enfant corresponde à leur perception de la norme, qu'il s'agisse d’attentes sociales ou scolaires.
- la deuxième problématique est reliée au travail psychanalytique qui tient davantage de la psychothérapie. En effet, il est difficile pour les praticiens psychanalystes d’accéder au fonctionnement psychique de l’enfant par le biais classique de la libre association. C'est un matériau différent qui est utilisé. Jeux, pâtes à modeler, figurines, dessins, les supports ne manquent pas pour comprendre les conflits qui s’opèrent. Contrairement à la psychanalyse qui se veut éloignée du symptôme, le travail avec l'enfant tient davantage de la psychothérapie technique.
- une autre des problématiques de cette période est liée à la motivation d’origine des consultations. Ce n'est jamais de l'enfant mais du parent que provient la demande. En cela, cet aspect fait l'objet d'un traitement particulier durant la thérapie, notamment en ce qui concerne le processus de transfert. En effet, comme l'explique Mannoni, il n’y a pas un mais bien 3 transferts à mettre en œuvre dans ce type de thérapie, chaque parent étant impliqué à son niveau dans le processus de cure.